# Pavel Muraško
Pavel Muraško (* 22. října 1939 Praha) je bývalý československý politik za Občanské fórum z českých zemí, ukrajinské národnosti, za normalizace disident a signatář Charty 77, po sametové revoluci poslanec Sněmovny národů Federálního shromáždění. Po skandálu okolo své spolupráce se Státní bezpečností odešel z politiky.

## Biografie
Narodil se v Praze rodičům ukrajinského původu. V polovině sedmdesátých let byl vězněn na Mírově za pašování ukrajinské opoziční literatury. Zde získal kontakty na české disidenty a v roce 1977 se stal signatářem Charty 77.
Po sametové revoluci se zapojil do Občanského fóra. Podle vzpomínek Petra Pitharta „velmi iniciativně se přihlásil o vedení sekce národnostní menšiny a dělal potíže. Domáhal se místností, které jsme ve Špalíčku neměli. Vyhrožoval, že když neuděláme to či ono, přivede nám pod okna tisíce protestujících ,menšinářů‘.“ Profesně je k roku 1990 uváděn jako člen Koordinačního centra Občanského fóra, bytem Praha.
V lednu 1990 zasedl v rámci procesu kooptací do Federálního shromáždění po sametové revoluci do české části Sněmovny národů (volební obvod č. 6 - Praha 6) jako bezpartijní poslanec, respektive poslanec za Občanské fórum. Ve federálním parlamentu setrval do voleb roku 1990.
Státní bezpečnost ho evidovala jako spolupracovníka (krycí jméno FILIP). V roce 1980 podepsal spolupráci s KGB (na vlastní žádost, protože odmítal spolupracovat s StB, StB mu pak předstírala vázací akt s KGB). Na základě jeho informací se StB podařilo odhalit kurýrní cestu pro pašování tiskovin pro československý disent (kamion, který vypravoval z Londýna Jan Kavan) a zatkla přes třicet lidí. Za tuto činnost mu StB vyplácela pravidelný honorář. O jeho spolupráci z StB se veřejnost dozvěděla až po sametové revoluci. Musel odejít z OF i z politiky. Když se Petr Pithart o jeho minulosti dozvěděl, vyzval ho, aby opustil Občanské fórum. „Zeptal se: ,Proč?‘ a já mu řekl: ,Raději se neptejte, dobře to víte.‘ Po pěti minutách odešel a nikdy jsem ho už neviděl.“ Muraško se hájí tím, že byl politickým vězněm a StB na něj vykonávala nátlak.
Historik Ján Mlynárik, který počátkem 90. let zasedal rovněž jako poslanec ve Federálním shromáždění a podílel se tehdy na vytlačení Muraška z parlamentu kvůli jeho kauze, ovšem později, krátce před svou smrtí (zemřel roku 2012), dospěl na základě studia historických materiálů k závěru, že obvinění Muraška bylo nespravedlivé. Tak to líčí v posmrtné vzpomínce Mlynárikův známý Jan Machonin. Mlynárik měl dokonce vyzvat Petra Pitharta, aby za Muraškem, který mezitím přesídlil někam na východní Slovensko, vyslal emisary s omluvou za způsobenou křivdu.